# Tikvica
Tikvica (lat. Lagenaria), biljni rod iz porodice Cucurbitaceae, nije isto što i buča (Cucurbita), ali su predstavnici iste porodice. U Hrvatskoj raste obična tikvica (Lagenaria siceraria, sin. Lagenaria vulgaris), a rodu pripada šest priznatih vrsta korisnog, uresnog i mirisnog jednogodišnjeg raslinja i penjačica.

## Vrste
1. Lagenaria abyssinica (Hook.f.) C.Jeffrey
2. Lagenaria breviflora (Benth.) Roberty
3. Lagenaria guineensis (G.Don) C.Jeffrey
4. Lagenaria rufa (Gilg) C.Jeffrey
5. Lagenaria siceraria (Molina) Standl.
6. Lagenaria sphaerica (Sond.) Naudin